# Louis Ferdinand Albrecht Müller
Louis Ferdinand Albrecht Müller (* 9. Juni 1813 in Berlin; † 15. Februar 1891 ebenda) war ein Guts- und Fabrikbesitzer, Dozent und Reichstagsabgeordneter.

## Leben
Müller besuchte die Schule in Breslau, danach von 1833 bis 1837 die Universitäten ebenda und in Berlin. Von 1838 bis war er Dozent an der Universität Breslau für Chemie, Physik und Mathematik. Zwischen 1862 und 1866 und von 1868 bis 1870 war er Mitglied des Preußischen Abgeordnetenhauses. Von 1867 bis 1871 war er Mitglied des Reichstags des Norddeutschen Bundes und von 1871 bis 1877 war er Mitglied des Deutschen Reichstags für die Deutsche Fortschrittspartei und den Wahlkreis Regierungsbezirk Frankfurt/Oder 1 (Arnswalde-Friedeberg).
Louis Ferdinand Albrecht Müller starb 1891 im Alter von 77 Jahren in Berlin und wurde auf dem Friedhof I der Jerusalems- und Neuen Kirche beigesetzt. Die repräsentative dreiteilige Grabanlage aus Granit mit zentralem Obelisken, zwei flankierenden Grabstelen und Grabgitter ist erhalten.

## Publikation
- Die Fabrikation des Papiers, in Sonderheit des auf der Maschine gefertigten, nebst gründlicher Auseinandersetzung der in ihr vorkomm. chem. Processe u. Anweisung z. Prüfung d. angewandten Materialien, Berlin Jul. Springer, 1862. OCLC 634186862